# Кордильеры Северной Америки
Кордильеры Северной Америки (Североамериканские Кордильеры) — часть горной системы Кордильер, вытянутая по западной окраине Северной Америки (включая Центральную Америку). Длина более 9000 км, ширина 800—1700 км. Южнее переходят в Анды (Южномериканские Кордильеры), имеющие примерно такую же длину.
Площадь оледенения 67 тыс. км². В Кордильерах Северной Америки берут начало множество крупных рек — Юкон, Маккензи, Пис, Миссури, Колумбия, Колорадо, Рио-Гранде. В горах развиты туризм и разработка полезных ископаемых.

## Геология
Кордильеры Северной Америки образованы разнородными и разновозрастными геологическими структурами, включая жёсткие массивы докембрия (плато Колорадо, некоторые хребты Скалистых гор), складчатые толщи осадочных и метаморфических пород палеозоя (горные массивы Юкон и Маккензи), мезозойские батолиты (Береговой хребет, Сьерра-Невада), вулканические и вулканогенные толщи (хребты Западного пояса). Кордильеры Северной Америки содержат месторождения руд цветных металлов, ртути, золота, нефти, каменного угля.

## Орография
Почти по всей длине Кордильеры Северной Америки состоят из трёх продольных орографических поясов.
Восточный пояс (пояс Скалистых гор) образуют хребты Брукса, Восточная Сьерра-Мадре, горы Маккензи, собственно Скалистые горы. Высота до 4399 м (г. Элберт).
Западный (Тихоокеанский) пояс представлен полосой высоких складчатых и вулканических хребтов; крупнейшие из них — Аляскинский (с высшей точкой Северной Америки — г. Денали, 6190 м), Алеутский, Береговой, Каскадные горы, Сьерра-Невада, Западная Сьерра-Мадре, Поперечная Вулканическая Сьерра, Южная Сьерра-Мадре. На крайнем западе горы раздроблены, к горной цепи там относится ряд островов (архипелаг Александра, о. Ванкувер и др.).
Внутренний пояс образуют плато и плоскогорья — Юкон, Фрейзер, Колумбия, Большой Бассейн, Колорадо, Мексиканское нагорье, которые разделены глубокими тектоническими депрессиями.
В Кордильерах Центральной Америки и Вест-Индии выделяют несколько горных дуг, разделённых глубокими впадинами: северная продолжает системы Скалистых гор и Восточной Сьерра-Мадре, следует через Каймановы острова на Кубу, Гаити, Пуэрто-Рико и заканчивается на острове Сент-Томас; более южная дуга — продолжение Южной Сьерра-Мадре — переходит в горы Ямайки, южной части Гаити и соединяется с северной дугой на Пуэрто-Рико; третью дугу образует Вулканическая Сьерра. Она начинается вблизи мексиканско-гватемальской границы и заканчивается на западе Панамы, орографически и структурно переходя в Кордильеры Южной Америки (Анды).